# سمولنگک (استان سلیزیا سفلی)
سمولنگک (به لهستانی:  Smolnik) یک روستا در لهستان است که در گمینا لشنا واقع شده‌است.